# Dubai Tennis Championships 2015 - Qualificazioni singolare femminile

## Teste di serie
1. Jarmila Gajdošová (Qualificata)
2. Mirjana Lučić-Baroni (Qualificata)
3. Tereza Smitková (primo turno, retirata)
4. Zhang Shuai (primo turno, ritirata)
5. Julia Görges (ultimo turno, Lucky loser)
6. Elena Vesnina (ultimo turno, Lucky loser)
7. Kateřina Siniaková (ultimo turno, Lucky loser)
8. Zheng Saisai (ritirata)
9. Marina Eraković (Non partecipa, è rimasta a PTT Pattaya Open 2015)

1. Tímea Babos (Qualificata)
2. Stefanie Vögele (primo turno)
3. Alexandra Dulgheru (ultimo turno)
4. Wang Qiang (Qualificata)
5. Ana Konjuh (primo turno)
6. Misaki Doi (ritirata)
7. Alla Kudrjavceva (primo turno)
8. Evgenija Rodina (ultimo turno)

### Qualificate
1. Jarmila Gajdošová
2. Mirjana Lučić-Baroni
3. Arina Rodionova
4. Julija Bejhel'zymer

1. Gabriela Dabrowski
2. Kateryna Kozlova
3. Tímea Babos
4. Wang Qiang

## Tabellone qualificazioni

### Legenda
| - Q = Qualificato - WC = Wild card - LL = Lucky loser | - ALT = Alternate - SE = Special Exempt - PR = Protected Ranking | - w/o = Walkover - r = Ritirato - d = Squalificato |

### Sezione 1
|  | primo turno | primo turno       | primo turno | primo turno | primo turno |  |  | ultimo turno | ultimo turno      | ultimo turno      | ultimo turno | ultimo turno |  |
|  |             |                   |             |             |             |  |  |              |                   |                   |              |              |  |
|  | 1           | Jarmila Gajdošová | 6           | 4           | 6           |  |  |              |                   |                   |              |              |  |
|  |             | Shahar Peer       | 2           | 6           | 3           |  |  | 1            | Jarmila Gajdošová | Jarmila Gajdošová | 6            | 6            |  |
|  |             | Misa Eguchi       | 4           | 6           | 6           |  |  |              | Misa Eguchi       | Misa Eguchi       | 2            | 2            |  |
|  | 11          | Stefanie Vögele   | 6           | 1           | 4           |  |  |              |                   |                   |              |              |  |

### Sezione 2
|  | primo turno | primo turno          | primo turno          | primo turno | primo turno |  |  | ultimo turno | ultimo turno         | ultimo turno | ultimo turno | ultimo turno |  |
|  |             |                      |                      |             |             |  |  |              |                      |              |              |              |  |
|  | 2           | Mirjana Lučić-Baroni | Mirjana Lučić-Baroni | 6           | 6           |  |  |              |                      |              |              |              |  |
|  | Alt         | Raquel Kops-Jones    | Raquel Kops-Jones    | 2           | 4           |  |  | 2            | Mirjana Lučić-Baroni | 5            | 6            | 6            |  |
|  |             | Yulia Putintseva     | 6                    | 5           | 3           |  |  | 12           | Alexandra Dulgheru   | 7            | 2            | 2            |  |
|  | 12          | Alexandra Dulgheru   | 4                    | 7           | 6           |  |  |              |                      |              |              |              |  |

### Sezione 3
|  | primo turno | primo turno          | primo turno          | primo turno | primo turno |  |  | ultimo turno | ultimo turno         | ultimo turno         | ultimo turno | ultimo turno |  |
|  |             |                      |                      |             |             |  |  |              |                      |                      |              |              |  |
|  | 3           | Tereza Smitková      | 6                    | 1           | 2r          |  |  |              |                      |                      |              |              |  |
|  | WC          | Arina Rodionova      | 4                    | 6           | 4           |  |  | WC           | Arina Rodionova      | Arina Rodionova      | 6            | 0            |  |
|  | WC          | Anastasija Rodionova | Anastasija Rodionova | 6           | 6           |  |  | WC           | Anastasija Rodionova | Anastasija Rodionova | 2            | 1r           |  |
|  | Alt         | Alicja Rosolska      | Alicja Rosolska      | 1           | 1           |  |  |              |                      |                      |              |              |  |

### Sezione 4
|  | primo turno | primo turno            | primo turno            | primo turno            | primo turno |  |  | ultimo turno | ultimo turno           | ultimo turno           | ultimo turno | ultimo turno |  |
|  |             |                        |                        |                        |             |  |  |              |                        |                        |              |              |  |
|  | 4           | Zhang Shuai            | Zhang Shuai            | 3                      | 4r          |  |  |              |                        |                        |              |              |  |
|  |             | Julija Bejhel'zymer    | Julija Bejhel'zymer    | 6                      | 3           |  |  |              | Julija Bejhel'zymer    | Julija Bejhel'zymer    | 7            | 6            |  |
|  | WC          | Aleksandrina Najdenova | Aleksandrina Najdenova | Aleksandrina Najdenova | w/o         |  |  | WC           | Aleksandrina Najdenova | Aleksandrina Najdenova | 5            | 1            |  |
|  | 15          | Misaki Doi             | Misaki Doi             | Misaki Doi             |             |  |  |              |                        |                        |              |              |  |

### Sezione 5
|  | primo turno | primo turno        | primo turno        | primo turno | primo turno |  |  | ultimo turno | ultimo turno       | ultimo turno | ultimo turno | ultimo turno |  |
|  |             |                    |                    |             |             |  |  |              |                    |              |              |              |  |
|  | 5           | Julia Görges       | 3                  | 6           | 6           |  |  |              |                    |              |              |              |  |
|  |             | Mandy Minella      | 6                  | 4           | 3           |  |  | 5            | Julia Görges       | 4            | 6            | 3            |  |
|  |             | Gabriela Dabrowski | Gabriela Dabrowski | 6           | 6           |  |  |              | Gabriela Dabrowski | 6            | 3            | 6            |  |
|  | 16          | Alla Kudrjavceva   | Alla Kudrjavceva   | 4           | 2           |  |  |              |                    |              |              |              |  |

### Sezione 6
|  | primo turno | primo turno      | primo turno      | primo turno | primo turno |  |  | ultimo turno | ultimo turno     | ultimo turno     | ultimo turno | ultimo turno |  |
|  |             |                  |                  |             |             |  |  |              |                  |                  |              |              |  |
|  | 6           | Elena Vesnina    | Elena Vesnina    | 7           | 6           |  |  |              |                  |                  |              |              |  |
|  | Alt         | Abigail Spears   | Abigail Spears   | 63          | 3           |  |  | 6            | Elena Vesnina    | Elena Vesnina    | 65           | 4            |  |
|  |             | Kateryna Kozlova | Kateryna Kozlova | 6           | 6           |  |  |              | Kateryna Kozlova | Kateryna Kozlova | 7            | 6            |  |
|  | 14          | Ana Konjuh       | Ana Konjuh       | 4           | 3           |  |  |              |                  |                  |              |              |  |

### Sezione 7
|  | primo turno | primo turno        | primo turno       | primo turno | primo turno |  |  | ultimo turno | ultimo turno       | ultimo turno | ultimo turno | ultimo turno |  |
|  |             |                    |                   |             |             |  |  |              |                    |              |              |              |  |
|  | 7           | Kateřina Siniaková | 6                 | 4           | 6           |  |  |              |                    |              |              |              |  |
|  |             | Ekaterina Byčkova  | 0                 | 6           | 1           |  |  | 7            | Kateřina Siniaková | 1            | 6            | 1            |  |
|  |             | Aleksandra Panova  | Aleksandra Panova | 4           | 4           |  |  | 10           | Tímea Babos        | 6            | 4            | 6            |  |
|  | 10          | Tímea Babos        | Tímea Babos       | 6           | 6           |  |  |              |                    |              |              |              |  |

### Sezione 8
|  | primo turno | primo turno      | primo turno      | primo turno | primo turno |  |  | ultimo turno | ultimo turno    | ultimo turno | ultimo turno | ultimo turno |  |
|  |             |                  |                  |             |             |  |  |              |                 |              |              |              |  |
|  | 17          | Evgenija Rodina  | Evgenija Rodina  | 6           | 6           |  |  |              |                 |              |              |              |  |
|  | WC          | Fatma Al-Nabhani | Fatma Al-Nabhani | 3           | 1           |  |  | 17           | Evgenija Rodina | 1            | 6            | 2            |  |
|  |             | Kristína Kučová  | 2                | 6           | 2           |  |  | 13           | Wang Qiang      | 6            | 4            | 6            |  |
|  | 13          | Wang Qiang       | 6                | 4           | 6           |  |  |              |                 |              |              |              |  |